# Pfirsichroter Sommerapfel
Der Pfirsichrote Sommerapfel (Synonyme: „Jenaer Rosenapfel“, „Sommer Rosenapfel“, „Pfirsichroter Sommer Rosenapfel“) ist eine alte Sorte des Kulturapfels, die als Tafelapfel verwendet wird.
Der Pfirsichrote Sommerapfel ist ein Sommerapfel, der Mitte August reif ist und ca. zwei Wochen lagerfähig ist.
Die Früchte sind von mittlerer bis geringer Größe, kugelig bis konisch, haben eine glatte Schale mit weißgelber Grundfarbe und roter Deckfarbe.
Der Geschmack ist mild-säuerlich.
Die Sorte stammt wahrscheinlich ursprünglich aus Frankreich und wurde in Deutschland erstmals 1837 von J.G. Dittrich beschrieben und von diesem benannt.